# Ioan Suciu
Ioan Suciu (Blaj, 4 dicembre 1907 – Sighetu Marmației, 27 giugno 1953) è stato un vescovo cattolico rumeno della Chiesa greco-cattolica rumena.

## Biografia
Ioan Suciu nacque a Blaj il 4 dicembre 1907 da Vasile, prete greco-cattolico, e Maria (nata Coltor). Era il quarto dei loro nove figli, cinque maschi e quattro femmine. Uno dei suoi fratelli fu l'accademico Gheorghe Claudiu Suciu, con meriti nel campo petrolchimico.

### Formazione e ministero sacerdotale
Compì gli studi primari a Blaj, dalla prima alla terza classe, e a Beiuș, dalla quarta classe, a causa della prima guerra mondiale. Fin da ragazzo fu uno dei migliori calciatori del club sportivo di Blaj. Trascorreva le vacanze scolastiche partecipando a escursioni e contemplando le bellezze della natura.
Al liceo fu amico e compagno di classe di Titu Liviu Chinezu, anche lui vescovo, che come lui morirà nelle prigioni comuniste. La loro amicizia durò fino alla fine dei loro giorni. Durante l'infanzia e la prima giovinezza, Ioan Suciu visse due eventi unici: lo sfollamento a Beiuș con la famiglia e il clero di Blaj e l'euforia per l'annessione della Transilvania al Regno di Romania.
Frequentò il Liceo San Basilio di Blaj. All'età di 17 anni decise di diventare prete. Nel 1925 superò con successo l'esame di maturità.
Compì gli studi per il sacerdozio presso il Pontificio collegio greco di Sant'Atanasio a Roma con Titu Liviu Chinezu. Conseguì il dottorato in filosofia e teologia presso il Pontificio istituto internazionale Angelicum. In occasione del conseguimento del titolo, il famoso frate domenicano Reginald Garrigou Lagrange si congratulò con lui e gli regalò un anello con il sigillo dell'ateneo, un segno di apprezzamento molto raro.
Dopo sei anni di studio all'Angelicum, il 29 novembre 1931 fu ordinato presbitero a Roma. Tornato in patria divenne professore di religione e italiano in una scuola superiore di indirizzo commerciale. Insegnò poi all'Accademia teologica di Blaj, nel Dipartimento di morale e pastorale.
Il giovane sacerdote Ioan Suciu era il cuore e l'anima della gioventù, che cercò sempre di attirare alla virtù. Era sempre in mezzo ai giovani e spesso prendeva parte ai loro giochi, prendendo a modello San Giovanni Bosco. Ebbe così l'idea di dare a questa gioventù una lettura piacevole e istruttiva. Fondò la rivista "Marianistul", destinata esclusivamente ai bambini. Con l'aiuto di sacerdoti, catechisti e insegnanti di religione, la rivista si diffuse presto in tutte le scuole della Transilvania. Qualche tempo dopo, questa rivista venne sostituita dalla pubblicazione "Tinerimea Nouă", che si rivolgeva a una cerchia molto più ampia di giovani lettori, compresi gli studenti. Inizialmente veniva scritta quasi interamente dallo stesso editore. In seguito si formò un gruppo di collaboratori giovani e dotati in questo campo. Iniziò così l'Apostolato della gioventù. Nel mezzo della giovinezza, crebbe di serietà e grazia. Grazie a queste opere traboccanti d'amore rimase nei cuori dei giovani ma anche degli anziani.

### Ministero episcopale
Il 25 maggio 1940 papa Pio XII lo nominò vescovo ausiliare di Gran Varadino dei Rumeni e titolare di Moglena. Ricevette l'ordinazione episcopale il 22 luglio successivo nella cattedrale di San Nicola a Oradea dall'eparca di Gran Varadino dei Rumeni Valeriu Traian Frențiu, co-consacranti l'eparca di Cluj-Gherla Iuliu Hossu e quello di Lugoj Ioan Bălan. Con soli 32 anni di età era il più giovane vescovo cattolico. Anche durante il suo episcopato si contraddistinse per essere un grande oratore e un amico della gioventù. Era ritenuto un vescovo giovanile.
Dopo la morte di monsignor Alexandru Rusu, avvenuta il 5 giugno 1941, l'eparca Valeriu Traian Frențiu venne nominato amministratore apostolico dell'arcieparchia di Făgăraș e Alba Iulia. Egli lasciò quindi l'eparchia di Gran Varadino dei Rumeni alla guida di monsignor Suciu. Nel 1947 tornò a Oradea.
A seguito del secondo arbitrato di Vienna, il 30 agosto 1940, l'Italia fascista e la Germania nazista obbligarono il Regno di Romania a cedere una parte della Transilvania all'Ungheria di Miklós Horthy. Durante l'occupazione, durata dal 1940 al 1944, monsignor Suciu rimase a Oradea, fu perseguitato e imprigionato per diversi giorni, rimase comunque attivo nella pastorale e incoraggiò le persone discriminate alla liberazione dal giogo straniero. Nel 1942 poté recarsi a Bucarest, dove incontrò il maresciallo Ion Antonescu.
Nell'ottobre del 1944, in un momento di grande confusione a causa della presenza delle truppe ungheresi, tedesche e sovietiche, un gruppo di ufficiali ungheresi meditò di fucilare monsignor Ioan Suciu, padre Eugen Foişor e altri sacerdoti rumeni. Un alto funzionario era del parere che l'esecuzione non potesse essere eseguita senza processo. Le prove contro di loro non erano definitive e sufficienti. Inoltre i militari dovevano svolgere delle operazioni militari urgenti. I funzionari quindi si ritirarono e monsignor Suciu e il suo segretario poterono tornare nei loro uffici, rifiutando di credere ai loro occhi quando videro i loro carcerieri fuggire.
Nel 1947 la Santa Sede lo nominò nuovo amministratore apostolico di Făgăraș e Alba Iulia. Il governo comunista di Petru Groza non aveva infatti accettato l'elezione ad arcieparca di monsignor Alexandru Rusu, noto per le sue posizioni anti-comuniste. Come amministratore apostolico cercò di salvare le scuole e le altre istituzioni ecclesiastiche dalle nazionalizzazioni promosse dalle autorità comuniste, aiutate delle truppe di occupazione sovietiche. Combatté il comunismo con tutta la forza della sua anima, diceva: "Oggi e nei giorni a venire c'è una cosa che non si può fare, l'essere un traditore. C'è solo una sola cosa nella vita che ti allontana dal tradimento, l'eroismo. Solo in questo modo puoi riscattare il mondo, con l'eroismo". Era solito dire ai credenti: "La Chiesa greco-cattolica non ha martiri. Gli mancano ancora le ferite del Salvatore. Solo la persecuzione ci darà anche la corona del martirio e saremo in grado di mostrare al mondo chi siamo veramente: veri apostoli della Chiesa". Poco dopo in effetti cominceranno le persecuzioni contro la Chiesa greco-cattolica rumena.
Il 15 maggio 1948 il governo celebrò in pompa magna il centenario dell'assemblea di Blaj del 3-15 maggio 1848. Vi presero parte anche Gheorghe Gheorghiu-Dej e Petru Groza. Una raffigurazione della libertà venne adornata con i ritratti di Karl Marx, Friedrich Engels e Lenin e con pannelli recanti la scritta "Viva RPR" (viva Repubblica popolare di Romania). In questa dimostrazione il metropolita ortodosso di Sibiu Nicolae Balan pronunciò un discorso in cui chiamava all'unità l'ortodossia. Questo preannunciò l'offensiva del governo verso la Chiesa greco-cattolica rumena. Monsignor Ioan Suciu non venne autorizzato a parlare. Il vescovo ortodosso Nicolae Popoviciu si rifiutò di parlare quando vide che la manifestazione era stata dirottata dalle autorità.
Il 3 settembre 1948 monsignor Suciu venne deposto dalle cariche con decreto governativo, tuttavia continuò il lavoro pastorale con più intensità. Nell'autunno del 1948, realizzò oltre seicento visite pastorali e predicò nei villaggi. Fu quindi arrestato e rinchiuso in una cantina senza luce, umida e fredda. Per intimidirlo venne lasciato senza cibo né acqua per due giorni. Venne quindi rilasciato e costretto a non predicare. Padre George Rades di Berivoi, anche lui arrestato e tenuto in circa dodici prigioni, fu testimone dell'arresto del vescovo Ioan Suciu: "Il 28 ottobre 1948, il vescovo Suciu era in visita canonica parrocchiale a Ileni e poi benedisse la chiesa. Venne annunciato da padre Andrei Radeș [il fratello dell'autore] e commentando i molti preti greco-cattolici arrestati dalla polizia a Făgăraș, il vescovo Suciu disse: "Questi tempi difficili della persecuzione attraverso i quali la nostra Chiesa sta passando sono i momenti più felici della vita cristiana. Se sapremo fare buon uso della nostra fede, ci saranno momenti che serviranno più facilmente ad assicurare la salvezza dell'anima". Il vescovo cenò con padre Rades, presso il quale avrebbe dormito. A mezzanotte, entrambi andarono a visitare il Santissimo Sacramento in chiesa e poi tornarono a casa. Dopo una notte un gruppo di agenti della sicurezza devastò la nostra casa. Due di loro entrarono nella camera da letto del canonico Leon Sarbu e di padre Govoran. Nel frattempo altre due persone della Securitate entrarono nella stanza dove riposava Sua Grazia. Lo sollevarono, lo legarono e lo condussero in una macchina che era nella strada". Iniziò così il suo calvario nella prigione, al Ministero dell'interno, a Văcărești e per finire a Sighetu Marmației. Dopo l'arresto, monsignor Ioan Suciu venne portato nell'ufficio della Securitate a Sibiu. Dopo due giorni venne trasferito al Ministero dell'interno a Bucarest, dove venne rinchiuso in una cella. Nello stesso edificio erano rinchiusi anche i vescovi Vasile Aftenie, Iuliu Hossu, e Alexandru Rusu. Da lì venne trasferito nella villa patriarcale di Dragoslavele e poi al monastero Căldărușani a Gruiu, vicino a Bucarest, trasformato in luogo di prigionia per il clero greco-cattolico che aveva rifiutato di aderire alla Chiesa ortodossa rumena. Mentre era al monastero Căldărușani riuscì a inviare alcune lettere a padre Ciubotariu, un monaco ortodosso convertito al cattolicesimo. Egli riuscì poi a portarle nella nunziatura apostolica. Il 3 dicembre 1949 partecipò all'ordinazione episcopale segreta di Titu Liviu Chinezu.
Nel maggio del 1950 ritornò a Bucarest, nelle cantine del Ministero dell'interno, dove fu sottoposto a indagini e terribili torture. Nel maggio del 1950 venne trasferito nel carcere di Văcărești. Nell'ottobre del 1950 venne infine rinchiuso nella prigione di Sighetu Marmației con il vescovo Ioan Ploscaru. Monsignor Ioan Suciu vi rimase dal 28 ottobre 1949 al 27 giugno 1953, cioè al giorno in cui morì all'età di quarantasei anni.
Monsignor Suciu era recluso nella cella n° 44 insieme agli altri vescovi rumeni greco-cattolici. Parlando delle sue ultime ore di vita e della sua morte, padre Coriolan Tămâian scrisse: "È stato molto audace, ma ecco come è andata a finire. La sera del 26 giugno 1953 io, Ioan Cherteș e Titu Liviu Chinezu sapevamo che in un paio di giorni sarebbe morto. Il primo a vegliarlo fu Chinezu. Il resto di noi dormì. A mezzanotte [...] venne da me e mi disse che Suciu sembrava svegliarsi. Mi alzai in fretta, andai al suo letto, lo sentii, non reagì, ma respirava ancora. Rapidamente svegliai gli altri nella stanza che si riunirono attorno al suo letto. Monsignor Iuliu Hossu gli diede l'assoluzione sacramentale. Morì all'1:20 del 27 giugno 1953. Il vescovo Suciu aveva problemi allo stomaco e aveva rifiutato qualsiasi cura medica, lasciandosi morire di fame. Il suo corpo inanimato fu gettato in una fossa comune senza una bara. Un corteo costituito da un carro, un operatore sanitario e una guardia guidò il vescovo Suciu nella fossa comune". Fu sepolto nel cimitero dei poveri e a oggi non si è ancora venuti a conoscenza del luogo esatto ove riposino le sue spoglie mortali poiché il terreno qualche tempo dopo venne livellato con dei trattori.

In due lettere ai suoi fedeli dell'ottobre del 1948 aveva scritto: "Per la Chiesa Romena Unita è arrivato il Venerdì Santo. Adesso, cari fedeli, abbiamo l'occasione di mostrare se apparteniamo a Cristo o se siamo della parte di Giuda, il traditore... Non lasciatevi ingannare da parole vane, dai comitati, da promesse, da menzogne, ma restate saldi nella fede per la quale i vostri genitori e i vostri avi hanno versato il loro sangue... Non possiamo vendere né Cristo né la Chiesa... Se prenderanno le vostre chiese, pregate il Signore, come lo fecero i primi cristiani, quando gli imperatori pagani distruggevano i loro luoghi di preghiera e bruciavano i loro libri santi". Queste sue parole risuonarono anche al Colosseo il 7 maggio 2000 in occasione della commemorazione ecumenica dei testimoni della Fede del XX secolo presieduta da papa Giovanni Paolo II.

## Beatificazione
Il processo di beatificazione iniziò il 28 gennaio 1997 con la dichiarazione di nihil obstat alla causa. Tale atto gli concesse il titolo di Servo di Dio. Il processo eparchiale approfondì la sua vita e quella degli altri sei vescovi greco-cattolici perseguitati dal regime comunista attraverso la raccolta di documentazione e testimonianze. Esso si svolse dal 16 gennaio 1997 al 10 marzo 2009. Alla fine di questo processo locale le conclusioni vennero inviate alla Congregazione delle cause dei santi a Roma che convalidò il processo il 18 febbraio 2011. Il 27 maggio dell'anno successivo venne nominato un relatore per aiutare il postulatore a redigere la positio. Nell'aprile del 2018 la positio venne consegnata alla Congregazione delle cause dei santi.
Il 19 marzo 2019 papa Francesco ricevette in udienza privata il cardinale Giovanni Angelo Becciu, prefetto della Congregazione delle cause dei santi, e lo autorizzò a promulgare il decreto riguardante il martirio dei Servi di Dio Valeriu Traian Frențiu, Vasile Aftenie, Ioan Suciu, Titu Liviu Chinezu, Ioan Bălan, Alexandru Rusu e Iuliu Hossu, vescovi; uccisi in odio alla Fede in diversi luoghi della Romania tra il 1950 e il 1970.
Vennero beatificati il 2 giugno 2019 durante una cerimonia tenutasi al Campo della Libertà di Blaj e presieduta da papa Francesco.
Il postulatore per questa causa di beatificazione congiunta fu padre Vasile Man. Il relatore fu il frate francescano conventuale Zdzisław Kijas.

## Opere
- Eroism.
- Tinerețe.
- Mama.
- Ranele Domnului: (1ª edizione, Editura "Sf. Nichita", Oradea, 1943; 2ª edizione, Editura "Sf. Vasile", Bucurest, 1943; Rănile Domnului: 3ª edizione, Editura Pan-Arcadia, București, 1992 ISBN 973-95232-8-5).
- Pier Giorgio Frassati.
- Fecioara de la Fatima.
- Viața Nouă.
- Inginerul Nicoară etc.

### Manuali di religione
- Micul Catehism pentru clasa I a școlilor primare (1939).
- Poruncile - Catechismo per la 5ª classe primaria (1942).
- Tainele - Liturgică, Catechismo per la 6ª classe (1942).
- Credința - Istoria bisericească, Catechismo per la 7ª classe (1942).
- Morala Creștină, Catechismo per le scuole secondarie (1939).
- Prima întâlnire, guida e meditazioni per preparare i bambini alla prima comunione (1942) etc.

## Genealogia episcopale
La genealogia episcopale è:
- Arcivescovo Michal Rahoza
- Arcivescovo Hipacy Pociej
- Arcivescovo Iosif Rucki
- Arcivescovo Antin Selava
- Arcivescovo Havryil Kolenda
- Arcivescovo Kyprian Žochovs'kyj
- Arcivescovo Lev Zaleski
- Arcivescovo Jurij Vynnyc'kyj
- Arcivescovo Luka Lev Kiszka
- Vescovo György Bizánczy
- Vescovo Inocențiu Micu-Klein, O.S.B.M.
- Vescovo Mihály Emánuel Olsavszky, O.S.B.M.
- Vescovo Vasilije Božičković, O.S.B.M.
- Vescovo Grigore Maior, O.S.B.M.
- Vescovo Ioan Bob
- Vescovo Samuel Vulcan
- Vescovo Ioan Lemeni
- Vescovo Vasile Erdély
- Arcivescovo Alexandru Şterca Şuluţiu de Kerpenyes
- Vescovo Iosif Papp-Szilágyi
- Arcivescovo Ioan Vancea
- Arcivescovo Victor Mihaly de Apşa
- Vescovo Valeriu Traian Frențiu
- Vescovo Ioan Suciu